# Nagri Kalan
Nagri Kalan è una suddivisione dell'India, classificata come census town, di 7.693 abitanti, situata nel distretto di Dhanbad, nello stato federato del Jharkhand. In base al numero di abitanti la città rientra nella classe V (da 5.000 a 9.999 persone).

## Geografia fisica
La città è situata a 23° 19' 60 N e 85° 10' 60 E e ha un'altitudine di 661 m s.l.m..

## Società

### Evoluzione demografica
Al censimento del 2001 la popolazione di Nagri Kalan assommava a 7.693 persone, delle quali 4.156 maschi e 3.537 femmine. I bambini di età inferiore o uguale ai sei anni assommavano a 1.219, dei quali 623 maschi e 596 femmine. Infine, coloro che erano in grado di saper almeno leggere e scrivere erano 4.510, dei quali 2.896 maschi e 1.614 femmine.